# 性腺功能低下症
性腺功能低下症，又稱性腺機能減退，是指生殖系統的缺陷，導致生殖腺（卵巢或睾丸）的缺乏功能。生殖腺有著兩種功能，就是分泌激素（睾酮、雌二醇、抗苗勒氏管激素、黃體素、抑制素B）、激活素及製造生殖細胞（卵子或精子）。缺乏性激素會影響第一性徵或第二性徵的發育、或會導致成人的戒斷效應（如提早的更年期）。卵子或精子的缺陷會導致不育。
性腺功能低下症一般是指永久性的缺陷，而非暫時性或可復原的，且是指生殖激素的缺乏（不論能否生育）。此症甚少表示在正常激素分泌下的不育。

## 分類
性腺功能低下症有不同的種類，而且可以不同的方法作出分類。

### 先天或後天
- 先天性腺功能低下症（在出生時發現）的例子是透納氏綜合症。
- 後天性腺功能低下症（在小童或成年發病）的例子是閹割。

### 激素或生育
性腺功能低下症可以只涉及激素或生育，但一般都是兩者皆有。
- 影響激素分泌多於生育的例子是垂體功能減退及卡勒曼綜合症。在兩種症狀中，除非激素得以補充，生育能力會開始衰退。
- 影響生育多於激素分泌的例子是克氏症候群及先天性纖毛運動異常症。

### 受影響的系統
內分泌專家亦會從性腺功能低下症對生殖系統的破壞程度來作出分類：
- 導致生殖腺缺陷的性腺功能低下症稱為「原發性性腺功能低下症」。例子包括克氏症候群及透納氏綜合症。
- 因下視丘或腦下垂體缺陷的性腺功能低下症稱為「續發性性腺功能低下症」或「中央性腺功能低下症」（指中央神經系統）。
  - 下視丘缺陷的例子有卡勒曼綜合症。
  - 腦下垂體缺陷的例子有垂體功能減退。
- 因激素反應而引起的性腺功能低下症稱為睾脂酮不敏症候族（Androgen Insensitivity Syndrome）。

## 使用類固醇
性腺功能低下症可以因長期使用同化激素所引起。在長期使用同化激素時，下視丘腦下垂體生殖腺軸會產生不良反應，停止腦下垂體產生促性腺素。在治療患有愛滋病或癌症的病人，或是服食禁藥的運動員都有個案患上性腺功能低下症。
縱然停止使用類固醇，性腺功能低下症仍會維持一段時間。

## 診斷
性腺功能低下症一般都是在評估遲發性青春期時發現。在診斷原發性或是續發性性腺功能低下症時，一般都會量度體內促性腺素（即黃體化激素(LH)及促濾泡成熟激素(FSH)）的水平。原發性性腺功能低下症的LH及FSH水平都會較高，而續發性則會呈正常或較低。

## 治療
性腺功能低下症一般都是以適合的激素補充來治療。就男性而言，可以使用睾酮；而女性則補充雌二醇及黃體素。有些生育的缺陷是可以治癒的，但有些卻不能。

## 外部連結
- MedlinePlus Medical Encyclopedia有關性腺功能低下症 （页面存档备份，存于）
- eMedicine （页面存档备份，存于）
- MESO-Rx有關同化激素導致性腺功能低下症 （页面存档备份，存于）
- fertilityasia.com.tw